# Пептидна връзка
Пептидна връзка е химична връзка, образувана между две молекули, когато карбоксилната група на едната молекула реагира с аминогрупата на другата молекула, отделяйки една молекула вода (H2O). Това е реакция на дехидрационен синтез (наречена също кондензационна реакция) и обикновено се осъществява между аминокиселини. Получената -CO-NH- връзка се нарича пептидна връзка, а получената молекула е амид. Четириатомната функционална група -C(=O)NH- се нарича амидна група или (когато става дума за белтъци) пептидна група. Полипептидите и белтъците са вериги от аминокиселини, свързани с пептидни връзки, както в гръбнака на ПНК.
Една пептидна връзка може да се разкъса чрез амидна хидролиза (добавяне на вода). Пептидните връзки в белтъците са метастабилни, което означава, че в присъствие на вода те се разкъсват спонтанно, отделяйки около 10 kJ/mol свободна енергия, но този процес е изключително бавен. В живите организми процесът се подпомага от ензими. Живите организми използват ензими също и за да образуват пептидни връзки. Този процес изисква свободна енергия. Дължината на вълната на поглъщаемостта за пептидната връзка е 190-230 nm.